# ۲۶ سپتامبر
۲۶ سپتامبر در تقویم گرگوری، دویست و شصت و نهمین (در سال‌های کبیسه دویست و هفتاد و یکمین) روز سال است. ۹۶ روز تا پایان سال باقی است.

## رویدادها
روز last of us(آخرین باز مانده از ما)
- ۱۶۱۸ - انعقاد عهدنامه سراب میان امپراتوری صفوی و امپراتوری عثمانی
- ۱۹۴۱ - پایان نبرد کیف.
- 2014 - 43 دانش آموز مکزیکی ربوده شدند.[۱]

## زادروزها
- ۱۸۸۹ – مارتین هایدگر، یکی از معروفترین فیلسوفان قرن بیستم
- ۱۹۴۳ – تیم شنکن، رانندهٔ مسابقات اتومبیل‌رانی اهل استرالیا
- ۱۹۶۳ – داگلاس واکیهوری، ورزشکار دو و میدانی اهل کنیا
- ۱۹۸۰ – پاتریک فریزاخر، رانندهٔ مسابقات اتومبیل‌رانی اهل اتریش
- ۱۹۸۲ – حسین المهدی، بازیگر کویتی.[۲]

## مرگ‌ها
- ۱۶۲۰ - تایچانگ، چهاردهمین امپراتور دودمان شاهی مینگ در چین.
- ۲۰۰۸ - پل نیومن، بازیگر آمریکایی برنده جایزه اسکار در اثر سرطان ریه.
- ۲۰۱۹ - ژاک شیراک، بیست و دومین رئیس‌جمهور فرانسه